# آب‌انبار شیر چهارسوق
آب‌انبار شیر چهار سوق مربوط به دوره قاجار است و در تربت حیدریه، خیابان فردوسی جنوبی واقع شده و این اثر در تاریخ ۷ مهر ۱۳۸۱ با شمارهٔ ثبت ۶۳۷۷ به‌عنوان یکی از آثار ملی ایران به ثبت رسیده است.